# Jack Barber
John "Jack" Barber (8 tháng 1 năm 1901 – 30 tháng 3 năm 1961) là một cầu thủ bóng đá người Anh. Ông thường thi đấu ở vị trí ở vị trí tiền đạo. Ông sinh ra ở Salford, Lancashire, thi đấu cho Clayton, Chesterfield, Southport, và Manchester United.